# Suspect Zero
Suspect Zero è un film thriller del 2004 diretto da E. Elias Merhige.

## Trama
Thomas Mackelway, assieme alla collega Fran Kulok, indaga su una serie di atroci omicidi compiuti da un serial killer che uccide a caso, senza una apparente logica. Durante le indagini una serie di macabri indizi porteranno i sospetti su Benjamin O'Ryan, dando vita ad un complicato puzzle, che una volta risolto rivelerà una verità sconcertante.